# La maldición de los Dain
La maldición de los Dain es una novela de Dashiell Hammett, publicada en 1929. Antes de ser publicada en libro apareció en capítulos de la revista Black Mask en 1928 y 1929.

## Capítulos
La publicación en capítulos consta de cuatro partes:
- Parte 1: Vidas negras (Black Lives) (Black Mask, noviembre de 1928)
- Parte 2: El falso templo (The Hollow Temple) (Black Mask, diciembre de 1928)
- Parte 3: Luna de miel negra (Black Honeymoon) (Black Mask, enero de 1929)
- Parte 4: El enigma negro(Black Riddle) (Black Mask, febrero de 1929)

## Resumen
El detective conocido como el Agente de la Continental investiga un robo de diamantes ocurrido en la familia Leggett de San Francisco. Pronto aparece una supuesta maldición que afecta a la familia Dain, apellido de la esposa de Mr. Leggett, consistente en que  las personas que entran en contacto con ellos aparecen víctimas de muerte violenta. En efecto, en poco tiempo aparecen muertos el padre, la madrastra, el médico y el marido de Gabrielle Dain, la hija de Mr. Leggett, aparte de otros personajes secundarios. 
El detective conseguirá desenmascarar una complicada red de robos, mentiras y asesinatos, y su explicación.
La novela se estructura en tres partes, tituladas Los Dain, El templo, y Quesada, aunque enlazados, se pueden leer de manera independiente, pues tratan de distintos misterios.